# Solar360 de Repsol y Movistar
Solar360 de Repsol y Movistar es una empresa conjunta (joint venture) de autoconsumo fotovoltaico creada en 2022 como resultado de la alianza entre Repsol y Telefónica, a través de su marca Movistar. Opera principalmente en España, aunque ofrece servicios alrededor del mundo.

## Historia
Solar360 de Repsol y Movistar es una empresa española fundada en junio de 2022 como resultado de una alianza estratégica entre Repsol y Telefónica España (Movistar), con el objetivo de liderar el mercado del autoconsumo fotovoltaico en el país. Esta colaboración combina la experiencia de Repsol en soluciones energéticas y la capacidad tecnológica de Telefónica, ofreciendo soluciones integrales de energía solar a clientes residenciales, comunidades de vecinos y empresas. Desde su lanzamiento, Solar360 ofrece servicios que abarcan la instalación de paneles solares inteligentes, servicios de mantenimiento, financiación personalizada, además de una aplicación móvil para monitorizar y optimizar el consumo energético en tiempo real.
En septiembre de 2024, Valero Marín, director general de Cliente de Repsol y miembro de su comité ejecutivo, asumió la presidencia de Solar360, sustituyendo a Emilio Gayo, presidente de Telefónica España. El consejo de administración de Solar360 de Repsol y Movistar está compuesto por representantes de ambas empresas fundadoras.

## Operaciones
La empresa opera en toda España, proporcionando una variedad de servicios relacionados con el autoconsumo solar, que incluyen:
- Instalación de paneles solares en viviendas y negocios.

- Mantenimiento y gestión de instalaciones fotovoltaicas.

- Asesoramiento y financiación para optimizar el autoconsumo.

- Asesoramiento sobre subvenciones y ayudas gubernamentales para energías renovables.

## Proyectos destacados

### Base Antártica Española Gabriel de Castilla
Uno de los proyectos más notables de Solar360 es la instalación de paneles solares en la Base Antártica Española Gabriel de Castilla, ubicada en la isla Decepción. Esta iniciativa, realizada en colaboración con el Instituto Geográfico Nacional (IGN), permite que la base disponga de energía renovable para la vigilancia volcánica y las comunicaciones, incluso durante los meses de invierno antártico.

### Combinación de IA con energía solar: El Plan Inteligente Solar360
Solar360 ha incorporado la inteligencia artificial en sus sistemas de autoconsumo con el objetivo de mejorar la eficiencia energética y optimizar la gestión del consumo. Un ejemplo es el Plan Inteligente Solar360, dónde la compañía combina la instalación de paneles solares con un sistema de gestión basado en Inteligencia artificial que permite analizar en tiempo real el consumo energético, los patrones de uso y las condiciones meteorológicas.
El sistema incluye una aplicación móvil que permite a los usuarios supervisar su consumo, visualizar los ahorros obtenidos y conocer el impacto ambiental de la instalación. Esta iniciativa se enmarca en la estrategia de la empresa para fomentar el uso de energías renovables y promover la sostenibilidad.

### Aerotermia: Climatización eficiente con energía renovable
En el marco de su expansión en el ámbito de las energías renovables, Solar360 ha incorporado la aerotermia a su catálogo de soluciones, proporcionando a usuarios residenciales y empresariales una alternativa eficiente y sostenible para la climatización. Esta tecnología permite utilizar la energía del aire exterior para generar calefacción en invierno, refrigeración en verano y agua caliente sanitaria durante todo el año.

## Tecnología e Innovación
Solar360 de Repsol y Movistar incorpora tecnologías que buscan mejorar la eficiencia de las instalaciones solares. Algunas de las soluciones que implementa incluyen:
- Instalaciones inteligentes: Sistemas que utilizan inteligencia artificial para gestionar el almacenamiento y el consumo de energía, teniendo en cuenta patrones de uso, condiciones meteorológicas y precios energéticos con el objetivo de optimizar el ahorro.

- Plan Inteligente Solar360:[6] Un modelo de suscripción que permite reducir la inversión inicial en paneles solares, con una cuota mensual que cubre la instalación, el mantenimiento y la operación de la batería y el inversor con inteligencia artificial.